# James Clavell's Shōgun
James Clavell's Shōgun est un jeu vidéo de type fiction interactive développé et édité par Infocom, sorti en 1989 sur DOS, Mac, Amiga et Apple II.
Comme son nom l'indique, il s'inspire du roman Shogun de James Clavell.

## Accueil
- Tilt : 17/20 (Amiga)[1]